# Vũ Ất
Vũ Ất (chữ Hán: 武乙, trị vì: 1198 TCN - 1195 TCN hoặc 1147 TCN - 1113 TCN), tên thật Tử Cù (子瞿), là vua thứ 27 nhà Thương trong lịch sử Trung Quốc.

## Thân thế
Vũ Ất là con của Canh Đinh (庚丁) - vua thứ 26 nhà Thương. Khoảng năm 1199 TCN, Canh Đinh qua đời, Vũ Ất lên nối ngôi.

## Trị vì
Trong thời gian làm vua,Năm thứ 3 Vũ Ất lại thiên đô từ đất Bạc (kinh đô từ đời Bàn Canh) sang phía bắc sông Hoàng Hà.Lệnh Chu công Đản Phủ đến ấp Kỳ
Trong năm thứ 15 sau khi lên ngôi, ông chuyển một trong những cung điện của mình đến đất Muội (沬).Năm thứ 21 Chu công Đản Phủ chết. Năm thứ 24, nước Chu đánh bại Trình (程) ở đất Tất (毕). Năm thứ 30, Chu tấn công Nghĩa Cừ (义渠) và bắt được vua nước này. Theo Tư Mã Thiên, vua của Nghĩa Cừ có hai người con trai khác mẹ và sau khi nhà vua qua đời, họ đã chiến đấu với nhau để giành ngai vàng và khiến Chu đánh bại Nghĩa Cừ rất dễ dàng. Năm thứ 34, Quý Lịch (季历) đến Thương để tôn thờ Vũ Ất nên được ban thưởng 30 lý (里), 30 miếng ngọc bích và 10 con ngựa. Năm sau, Quý Lịch tấn công tộc Quỷ Nhung (鬼戎) tại Tây Lạc (西落) và theo Tư Mã Thiên đã bắt được 20 vị vua của bộ tộc này.
Năm thứ 35 đi săn ở đất Hứa,Toại bị sét đánh chết.
Theo Kinh Thư (3.104), Vũ Ất có những việc làm khá bệnh hoạn và hoang tưởng. Ông sai tạc tượng gỗ, gọi đó là "thiên thần", rồi cùng "thiên thần" đánh bạc và sai người làm trọng tài. "Thiên thần" luôn bị thua bạc 3 lần, nhân đó Vũ Ất lấy gươm chặt đầu tượng gỗ, đẽo gọt tượng gỗ để "làm nhục thiên thần".
Vũ Ất lại sai người khâu túi da, đổ máu vào trong rồi treo lên, lấy cung tên bắn vào cho máu phun ra, gọi đó là việc làm "bắn trời". Ông cũng báng bổ thần sấm và sét bằng cách nói rằng họ chẳng là gì cả.
Những việc làm trên của Vũ Ất bị Sử ký gọi là "vô đạo".
Khoảng năm 1195 TCN, Vũ Ất đi săn tại đất Hứa (河) và đất Vị (渭), gặp giông tố nổi lên, ông bị sét đánh trúng và chết. Các nhà sử học sau này kết luận rằng đó là sự "trả thù" của thần cho báng bổ của ông.
Vũ Ất ở ngôi tất cả bốn năm. Tuy nhiên Hạ Thương Chu đoạn đại công trình - dự án nghiên cứu của các sử gia hiện đại Trung Quốc - xác định thời gian trị vì của ông dài hơn nhiều, khoảng từ 1147 TCN đến 1113 TCN, tức là ông ở ngôi 35 năm, kết thúc muộn hơn số liệu trên 80 năm.
Con ông là Thái Đinh (太丁) lên nối ngôi.
Giáp cốt văn khai quật tại Ân Khư ghi ông là vua thứ 26 của nhà Thương .